# 宮脇千鶴
宮脇千鶴，日本的動畫師，1997年於嵯峨藝大短期大學部視傳系畢業，從電視動畫「銀魂°」開始擔任導演。

## 作品
2004年
- 《MONSTER》 作畫監督

2005年
- 《蜂蜜與四葉草》 作畫監督輔佐

2006年
- OVA《網球王子》 作畫監督

2009年
- 《雷頓大冒險：永遠的歌姬》 演出

2010年
- 電影《夏娃的時間》 作畫監督

2011年
- 《放浪男孩》 演出
- 《銀魂'》 分鏡、演出、作畫監督

2012年
- 《銀魂' 延長戰》 分鏡、演出

2013年
- 電影《銀魂完結篇 永遠的萬事屋》 分鏡、演出

2015年
- 《美男高校地球防衛部LOVE！》 副導演、編劇、分鏡、演出
- 《銀魂 第58卷同捆OAD》 導演
- 《銀魂°》 導演、劇本統籌、分鏡

2016年
- 《美男高校地球防衛部LOVE！LOVE！》 概念設計

2018年
- 《美男高校地球防衛部HAPPY KISS！》 角色原案

2021年
- 電影《銀魂 THE FINAL》 導演、編劇

2022年
- 《後宮之烏》 導演